# Ascenso a la División de Honor 1938
En el torneo de Ascenso a la División de Honor 1938, existió un solo cupo para ascender directamente a la División de Honor del próximo año. Por lo que se disputó la final entre el campeón de la Liga de Lima y Liga del Callao. El club Atlético Córdoba se enfrenta al club Telmo Carbajo. Finalmente  Atlético Córdoba logra la victoria y su pase a la máxima división.

## Formato
En 1936, había sido creada la Liga Nacional de Fútbol, que incluía a la División de Honor (máxima categoría) y debajo de ella se encontraban la Liga de Lima y la Liga del Callao, cada una de ellas con su respectiva Primera División, División Intermedia, Segunda División y Tercera División. En 1938, los ganadores de la Primera División (de la Liga de Lima y la del Callao) disputan la final y el ascenso a la máxima división para la temporada 1939.

## Equipos participantes

### Liga de Lima
- Atlético Córdoba - Campeón de liga - Gana a Telmo Carbajo y asciende a la división de honor.
- Santiago Barranco
- Atlético Lusitania
- Juventud Gloria
- Miguel Grau
- Centro Iqueño (compró categoría a Sportivo Tarapacá Ferrocarril)
- Unión Carbone
- Independencia Miraflores
- Atlético Peruano - Desciende
- Sport Progreso - Desciende
- Sportivo Melgar - Desciende

### Liga del Callao
- Telmo Carbajo - Campeón de liga - Pierde ascenso con Córdoba
- Jorge Chávez - Subcampeón de liga
- Social San Carlos
- Sportivo Palermo
- Unión Estrella
- White Star
- Porteño - Desciende
- Unión Buenos Aires - Desciende